# Arcos da Condesa
Arcos da Condesa (llamada oficialmente Santa Mariña de Arcos da Condesa) es una parroquia y una entidad local menor del municipio español de Caldas de Reyes, en la provincia de Pontevedra, Galicia.

## Toponimia
La parroquia también es conocida por los nombres de Santa María de Arcos da Condesa, Santa Marina de Arcos da Condesa y Santa Marina P. de Arcos da Condesa.

## Historia
Debe su nombre a la condesa Munia, hija de Froila Bermúdez, que vivió en el lugar de Marán. Durante el Antiguo Régimen fue un coto (señorío), aunque no llegó a ser ayuntamiento propio en el momento de la configuración de los ayuntamientos constitucionales. 
La parroquia se constituyó en entidad local menor por Decreto de 18 de enero de 1946.

## Organización territorial
La parroquia está formada por diez entidades de población:
- Ameal (O Ameal)
- Arosa (A Arosa)
- Badoucos
- Baja
- Ceboleira
- Foxacos
- Marán
- Penalta
- San Martín (San Martiño)
- Valsordo

## Demografía
| Gráfica de evolución demográfica de Arcos da Condesa entre 2000 y 2023 |
|                                                                        |
| Datos según el nomenclátor publicado por el INE.                       |